# Молния (машиностроительный завод)
Машиностроительный завод «Молния» («МЗМ», Фитинговый завод, завод № 48) — предприятие атомной промышленности СССР и России, предприятие города Москва, основная деятельность предприятия заключалась в производстве элементов ядерных боеприпасов.

## История
5 октября 1929 года постановлением ВСНХ СССР было принято решение о создании серийного завода № 704. С 1941 года заводом начинается массовый выпуск корпусов для реактивных снарядов системы залпового огня БМ-13 и корпусов из чугуна для миномётных мин М120. С 1943 года завод переходит в подчинение НКБ СССР как завод № 48 и начинает производство по изготовлению авиационных бомб ФАБ-250, которые выпускались заводом до самого окончания войны.
14 сентября 1945 года Постановлением Совета Министров СССР принято решение о передаче завода № 48 НКБ СССР (с 1969 года Машиностроительный завод «Молния») в ПГУ при СМ СССР.
С 1946 года заводом начинают изготавливаться крупные детали турбокомпрессоров для получения металлического урана. С 1948 года завод получает важный заказ на изготовление баллистических корпусов для атомных бомб типа РДС-4. В 1953 году завод вошёл в состав 6-го главного управления (производство ядерного оружия) МСМ СССР и с 1954 года на заводе организуется производство приборов применяемых в атомных бомбах, а с 1956 года в водородных. С 1970 года начинается производство микроэлектроники, с 1971 года завод стал одним из поставщиков специальных регистраторов для оснащения испытательного полигона ядерного оружия.
В 1971 году «за высокие показатели в труде» Указом Президиума Верховного Совета СССР МЗ «Молния» был награждён орденом Ленина. В 1975 и в 1985 годах завод был награждён переходящим Красным знаменем с занесением на Доску Почёта ВДНХ СССР и Памятным Знаком ЦК КПСС, СМ СССР, ВЦСПС и ЦК ВЛКСМ «За трудовую доблесть в IX
и XI пятилетках».
Производство было прекращено в 2005 году, по состоянию на 2021 год территория продана под застройку жильём

## Награды
- Орден Ленина (1971)

## Директора
- Воропаев, Гавриил Яковлевич (1937—1943)
- Попов Михаил Георгиевич (1943—1944)
- Красинский, Илья Михайлович (1944—1947)
- Растегаев, Пётр Александрович (1947—1950)
- Солдатенко, Александр Пименович (1950—1973)
- Прокофьев, Сергей Георгиевич (1974—1981)
- Миронов, Николай Сергеевич (1981—1995)
- Николаичев, Владимир Иванович (1995—2005)